# Ernest Urtasun
Ernest Urtasun Domènech (Barcelona, 27 de enero de 1982) es un economista, diplomático y político español, actual ministro de Cultura y portavoz de Sumar. 
Entre 2014 y 2023 fue diputado del Parlamento Europeo como parte de las listas de La Izquierda Plural y posteriormente Catalunya en Comú, siendo en su última etapa vicepresidente del Grupo de Los Verdes/Alianza Libre Europea. Desde marzo de 2016 hasta 2019 fue portavoz de Iniciativa per Catalunya Verds, y actualmente es miembro del Consejo Nacional de Esquerra Verday portavoz de la coalición Sumar, liderada por Yolanda Díaz.En la XV legislatura fue nombrado ministro de Cultura del Gobierno de España.

## Biografía
Ernest Urtasun nació en Barcelona el 27 de enero de 1982 en una familia de origen navarro. Estudió en el Liceo Francés de Barcelona, un colegio francés privado.
En 1997 empezó a militar en la organización Joves d'Esquerra Verda, donde llegó a ser miembro del equipo coordinador, responsable de relaciones internacionales y coordinador de Barcelona. Su precoz interés por la política pudo verse influido por el activismo de sus padres, militantes del PSUC. Asimismo es nieto de Jesús Urtasun Sarasíbar, destacado falangista navarro, nacido  en Estella, y combatiente por el bando sublevado en la Guerra civil española, en la que resultó herido  en 1937 y por lo que obtuvo de manos de Francisco Franco la Medalla de Sufrimiento por la Patria y una pensión vitalicia a cargo del Estado
Se licenció en Economía por la Universidad Autónoma de Barcelona. Posteriormente realizó un posgrado en Relaciones internacionales en la Universidad de Barcelona. Durante su época universitaria, participó en Acció Jove-CCOO y en el Movimiento de Estudiantes Progresistas de la UAB.
Coordinó las delegaciones de ICV en los Foros Sociales Europeos de Florencia (2002), París (2003) y Londres (2004). También fue portavoz de los Jóvenes Verdes Europeos y fue miembro del Bureau del Foro Europeo de la Juventud, representando a la organización en la Cumbre del Clima de Copenhague en 2009.
En 2010, Urtasun aprobó las oposiciones y entró en la carrera diplomática donde ha asumido diferentes responsabilidades en el Ministerio de Asuntos Exteriores y Cooperación, entre ellas, la de consejero diplomático del secretario general de la Unión para el Mediterráneo. En 2014, solicitó una excedencia de la carrera diplomática para poder centrarse en su carrera política.
Es miembro del sindicato Comisiones Obreras de Cataluña (CC. OO.).

## Actividad política
En 2003 y 2007, Ernest Urtasun fue número dos de la lista de ICV en las elecciones municipales de Barcelona y, en 2004, ocupó el mismo lugar en la primera lista que encabezó Raül Romeva en las elecciones europeas. En esos comicios, Romeva fue elegido eurodiputado y Urtasun pasó a trabajar como asesor suyo en el Parlamento Europeo entre 2004 y 2009.
En 2007 asumió la responsabilidad de las relaciones internacionales de ICV y coordinó junto a Jordi Guillot, entonces secretario general del partido el ingreso de ICV en el Partido Verde Europeo. En 2009 fue el número 2 de la lista de ICV al Parlamento Europeo pero tampoco logró escaño, momento en que decidió centrarse temporalmente en su carrera diplomática.
En las elecciones europeas de 2014, fue designado cabeza de lista por su partido, ocupando el tercer lugar en la lista de La Izquierda Plural. Fue elegido eurodiputado y se integró en el Grupo de Los Verdes/ALE. Fue vicepresidente de la Asamblea Parlamentaria Euro-Latinoamericana, miembro de la Comisión de Asuntos Económicos y Monetarios (ECON), miembro y coordinador de la Comisión de Derechos de las Mujeres e Igualdad de Género y miembro suplente de la Comisión de Asuntos Exteriores. Durante la legislatura, también se integró en algunas comisiones especiales creadas ad hoc como la Comisión especial sobre Tax Rulings (TAXE 1 y 2) y la Comisión de Investigación sobre los Papeles de Panamá (PANA). 
Desde marzo de 2016 hasta 2019 fue portavoz de Iniciativa per Catalunya Verds, y actualmente es miembro del Consejo Nacional de Esquerra Verday portavoz de la coalición Sumar, liderada por Yolanda Díaz.
Tras el acuerdo de gobierno entre el Partido Socialista y Sumar, el presidente del Gobierno, Pedro Sánchez, le propuso como ministro de Cultura. Tras ser nombrado por el rey Felipe VI, tomó posesión del cargo al día siguiente en el Palacio de la Zarzuela. Su nombramiento supuso el cese como eurodiputado, por incompatibilidad.

## Polémicas durante su etapa como Ministro de Cultura
Ernest Urtasun ha expresado en varias ocasiones su intención de “superar” el “marco colonial” y las “inercias etnocéntricas” que supuestamente tienen los museos españoles, y más específicamente en los Museos Estatales, que dependen directamente del Ministerio de Cultura. Esta postura de ha generado mucha controversia, siendo acusado por los partidos de la oposición de "comprar la leyenda negra de la historia de España".
Declarado antitaurino, Ernest Urtasun no ha ocultado su postura desde que accedió al cargo. El Partido Popular le preguntó por ello en el Senado el 6 de febrero de 2024, a lo que él respondió: “Mi posición es conocida”, a lo que añadió que “hay una mayoría de españoles con cada vez más sensibilidad por los derechos de los animales y que no comparten el maltrato animal”. En octubre de 2024, Urtasun hizo efectiva la supresión del Premio Nacional de Tauromaquia, en contravención de Ley 18/2013, para la regulación de la Tauromaquia como patrimonio cultural.
También como Ministro de Cultura, declinó la invitación de Francia para asistir a la reapertura de la Catedral de Notre Dame, tras cinco años de reconstrucción, que tuvo lugar el sábado 7 de diciembre de 2024, quedando España sin representación institucional tras la declinación de los reyes de la misma invitación.
El 3 de enero de 2025, el presidente de la Generalidad de Cataluña, Salvador Illa, designó a Saray Espejo Benito, pareja de Urtasun, como directora general de Cuidados, Organización del Tiempo y Equidad en los Trabajos, suscitando interrogantes sobre la posible influencia política alrededor de dicho nombramiento.
El 21 de enero de 2024 anunció, junto con otros miembros de Sumar, que abandonaba la plataforma X por haberse convertido en "un altavoz de la oligarquía de extrema derecha y sus tentáculos que fomentan el odio y la desinformación", como el mismo publicó en la plataforma.
El 28 de enero de 2024 mantuvo una reunión con la actriz española Karla Sofía Gascón tras haber sido nominada al Oscar por la película Emilia Pérez. Durante el encuentro, Ernest Urtasun calificó su candidatura como "un ejemplo de diversidad", en referencia a su condición de persona trans. Apenas una semana después, tras la aparición de unos polémicos tuits por parte de la artista contrarios a la expansión del islam en Europa, Ernest Urtasun declaró que: "los tuits que hemos conocido tengo que lamentarlos, no representan a la sociedad española y lo digo muy apenado porque era una candidatura para el país". En respuesta, y tras la suspensión de sus actos promocionales previstos en EEUU, la protagonista compartió un mensaje en Instagram en el que aseguró que "le quieren aplicar el cancel culture".